# John Edensor Littlewood
John Edensor Littlewood (Rochester, 9 giugno 1885 – Cambridge, 6 settembre 1977) è stato un matematico britannico.
È noto soprattutto per i suoi contributi alla teoria dei numeri e in particolare al teorema dei numeri primi.

## Biografia
Docente al Trinity College dell'Università di Cambridge dal 1908. Dal 1911 collaborò con Godfrey Harold Hardy a molti lavori sull'analisi matematica e teoria analitica dei numeri. Questi studi portarono a un progresso quantitativo sul problema di Waring, inteso come parte del metodo del cerchio di Hardy-Littlewood. Nella teoria dei numeri primi i due matematici dimostrarono alcuni postulati e ottennero notevoli risultati condizionali. Questo fu un fattore importante nello sviluppo della teoria dei numeri come sistema di congetture; esempi ne sono la prima e la seconda congettura di Hardy-Littlewood.
Nel 1943 gli fu conferita la medaglia Sylvester e nel 1958 la medaglia Copley.
La figura di John Littlewood è ricostruita in due film illustranti la vita del matematico indiano Ramanujan: Ramanujan del 2014  e L'uomo che vide l'infinito del 2015.